# Dietmar Schwarz
Dietmar Schwarz (Berlín, 30 de julio de 1947) es un deportista de la RDA que compitió en remo como timonel.
Participó en los Juegos Olímpicos de Múnich 1972, obteniendo una medalla de bronce en la prueba de ocho con timonel. Ganó una medalla de plata en el Campeonato Europeo de Remo de 1971.

## Palmarés internacional
| Juegos Olímpicos   | Juegos Olímpicos       | Juegos Olímpicos  | Juegos Olímpicos   |
| Año                | Lugar                  | Medalla           | Prueba             |
| ------------------ | ---------------------- | ----------------- | ------------------ |
| 1972               | Múnich (RFA)           | Medalla de bronce | Ocho con timonel   |
| Campeonato Europeo |                        |                   |                    |
| Año                | Lugar                  | Medalla           | Prueba             |
| 1971               | Copenhague (Dinamarca) | Medalla de plata  | Cuatro con timonel |